# Triquetrella fragilis
Triquetrella fragilis là một loài rêu trong họ Pottiaceae. Loài này được Müll. Hal. mô tả khoa học đầu tiên năm 1948.